# Píseň o Bernadettě (román)
Píseň o Bernadettě (v německém originále: Das Lied von Bernadette) je román z roku 1941, který vypráví příběh Svaté Bernadette Soubirous, která tvrdila, že od února do července 1858 prožila a zaznamenala osmnáct vidění Blahoslavené Panny Marie v Lurdech ve Francii. Román napsal Franz Werfel v USA, kde se stal v anglickém překladu Lewise Lewisohna z roku 1942 velmi populárním. Na seznamu bestsellerů deníku New York Times byl déle než rok, z toho 13 týdnů na prvním místě. Do češtiny román přeložila Jitka Fučíková v roce 1947, kdy byl vydán třikrát po sobě a poté ještě šestkrát do roku 2017.
Román byl v roce 1943 zfilmován pod stejným názvem s Jennifer Jonesovou v hlavní roli.

## Vznik
Franz Werfel byl německy mluvící Žid narozený v Praze v roce 1890. Byl známý především jako dramatik a básník. Ve třicátých letech ve Vídni začal psát populární satirické hry o nastupujícím nacistickém režimu. Po anšlusu, kdy Třetí říše pod Adolfem Hitlerem anektovala Rakousko v roce 1938, Werfel a jeho manželka Alma (vdova po Gustavu Mahlerovi) uprchli do Paříže.
Ve své osobní předmluvě k Písni o Bernadettě se Franz Werfel uvádí:  
| „ | V posledních dnech června roku 1940, po zhroucení Francie, jsme se na útěku z tehdejšího bydliště na jihu země octli v Lurdech. Doufali jsme, žena i já, že ještě zavčas přes španělské hranice unikneme do Portugalska. Protože nám však všichni konzulové jednomyslně odepřeli potřebná víza, nezbylo, než abychom tu noc, kdy německá vojska obsadila pohraniční město Hendaye, uprchli za velikých obtíží do vnitrozemí Francie. Pyrenejské departementy se proměnily ve fantastické tábořiště chaosu. Miliony lidí tohoto zvláštního stěhování národů bloudily po silnicích a ucpávaly města a vesnice: Francouzi, Belgičané, Holanďané, Poláci, Češi, Rakušané, vystěhovalí Němci a mezi nimi vojáci poražených armád. … Takto mě Prozřetelnost přivedla do Lurd, o jejichž zázračné historii jsem až dosud měl znalosti jen zcela povrchní. Několik neděl jsme se skrývali v tom pyrenejském městečku. Byl to čas plný strachu. Ale byl to zároveň čas pro mne velice významný, nebo jsem poznal zázračnou historii děvčátka Bernadetty Soubirousové a zázračné skutky lurdských uzdravení. Jednoho dne jsem ve své veliké tísni složil slib: Vyváznu-li z tohoto zoufalého postavení a bude-li mi dopřáno dosíci spásného pobřeží Ameriky – přislíbil jsem – pak především před jakoukoliv jinou prací zapěji píseň o Bernadettě, pokud na to mé schopnosti stačí. Tato kniha je splněním slibu...Los Angeles, v máji 1941 | “ |

Manželé Werfelovi, pronásledováni gestapem, měli strach o své hostitele i o sebe. Řada rodin se střídala a poskytovala jim úkryt. Tito lidé vyprávěli Werfelovým příběh svaté Bernadetty, který mu dal látku pro nový román. „Odvážil jsem se zazpívat píseň o Bernadettě, třebaže nejsem katolík, nýbrž žid.“

## Obsah
Bernadetta je nejstarším dítětem manželů Soubirousových, kteří po ztrátě větrného mlýna našli úkryt v bývalé městské věznici. Bernadetta má astma, a proto ve škole často chybí. Poté, co se svou mladší sestrou a kamarádkou ze školy hledala dřevo, zůstala Bernadetta sama u řeky Gave de Pau. Na bezvýznamném návrší Montagne des Espélugues je několik jeskyní, jedna z nich se nazývá Massabielle. Zde se najednou a nečekaně objeví v jeskyni „krásná Paní“. Má na sobě bílé šaty s modrým pásem. Je bosá a na každé noze má zlatou růži. Po další návštěvě na žádost Paní dochází na místo i v následujících dnech.
Příběh dále vypráví o platonickém milostném vztahu mezi Bernadettou a „Paní“ z jejích vidění. Bernadettina láska dosahuje „extáze“, když je v její přítomnosti v jeskyni poblíž Lurd. Láska, kterou pociťuje, ji udržuje klidnou a silnou po celou dobu soudních řízení a soužení, která snáší od pochybovačů a veřejným činitelů, kteří ji považují za hrozbu pro zavedený řád, který je založen na světském prostředí.
Paní vede Bernadettu k objevení potoka, který pramení z podzemí jeskyně. Léčivé síly pramene objevují i obyvatelé města a šíří o něm zvěst. Bernadetta nikoho nepřesvědčuje.
Paní sdělí Bernadettě své přání nechat na místě jeskyně postavit poutní kapli. Bernadetta o tom informuje církevní a světské úředníky, ale dále se neangažuje. Nakonec kaple stojí a přitahuje pozornost, stejně jako malá Bernadetta, která vyzařuje lásku a dostává se do vytržení při svých viděních v jeskyni.
Bernadetta nekáže ani neevangelizuje, ale její chování samo o sobě proměňuje pochybovače a samotní církevní úředníci, kteří ji nevěřili a obviňovali ji z podvodu, se stanou jejími ochránci a obhájci. Ačkoli umírá na tuberkulózu, odmítá hledat u své Paní lék nebo pít léčivou vodu. Několik let po své smrti je svatořečena.
Román má mnoho postranních příběhů a epizodních postav, je v něm popsána historie města Lurdy, soudobá politická situace ve Francii, reakce věřících a kritiků. Werfel popisuje Bernadettu jako prostou zbožnou dívku, která by raději pokračovala v běžném životě, ale stane se jeptiškou, protože když si Nebe vyvolilo ji, musí si ona zvolit Nebe. V románu je zachycen i její život v klášteře, kde ošetřovala nemocné (sama vážně nemocná), vyšívala kněžská roucha, i zde byla vystavena řadě příkoří a nových pochybností, a nakonec velkému tělesnému utrpení; přesto duchovně rostla. Po její smrti jsou její tělo i její život podrobeny církevnímu zkoumání a Bernadetta je nakonec kanonizována.
Román je rozdělen na pěti „řad“ po deseti kapitolách, což je odkazem ke katolickému růženci (poslední kapitola o Bernadettině svatořečení se jmenuje Padesátý Zdrávas a na jejím konci se modlí jedno z vyléčených dětí - dvouleté v době zázraku, sedmasedmdesátileté v době kanonizace - růženec v ulicích Říma).
Celá první část, která popisuje události dne, kdy Bernadetta poprvé spatřila Pannu Marii, je vyprávěna v přítomném čase, zbylé části románu jsou v minulém čase.